# Układ hamulcowy roweru

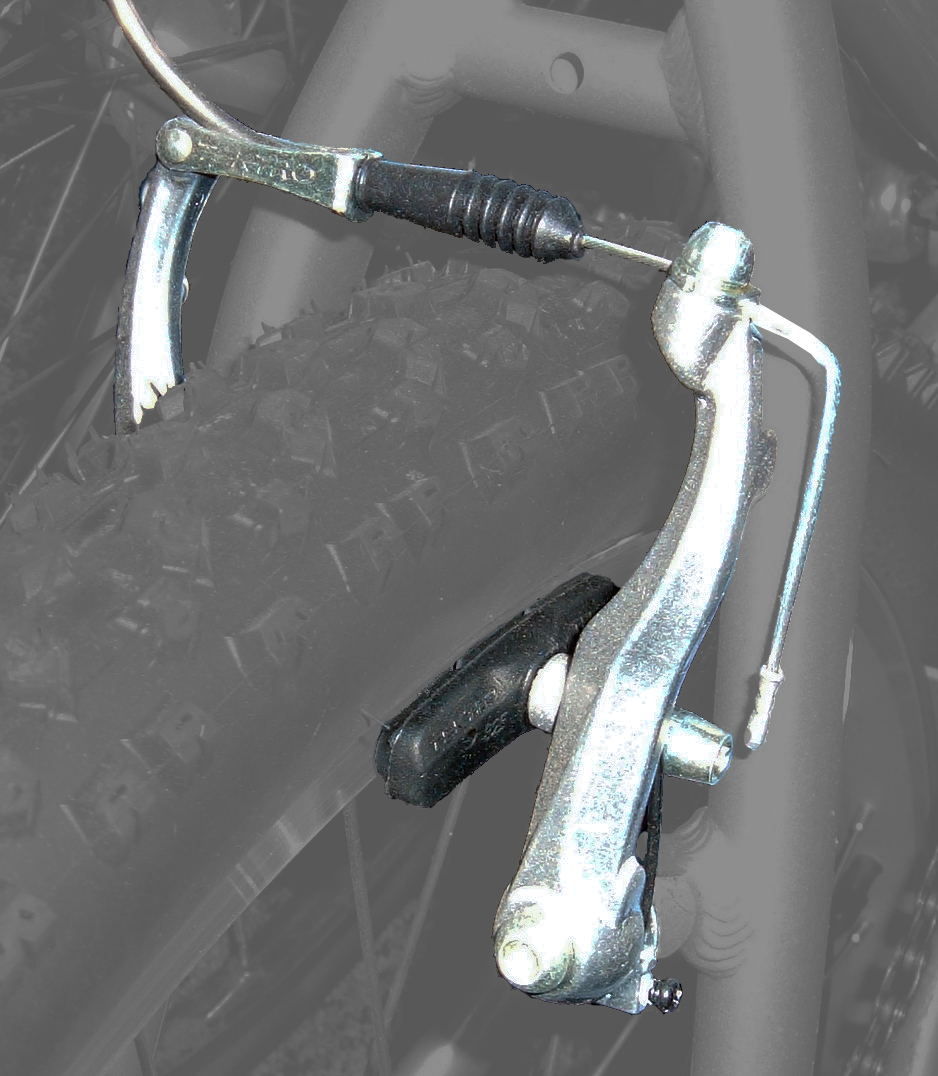
Hamulec typu V-brake

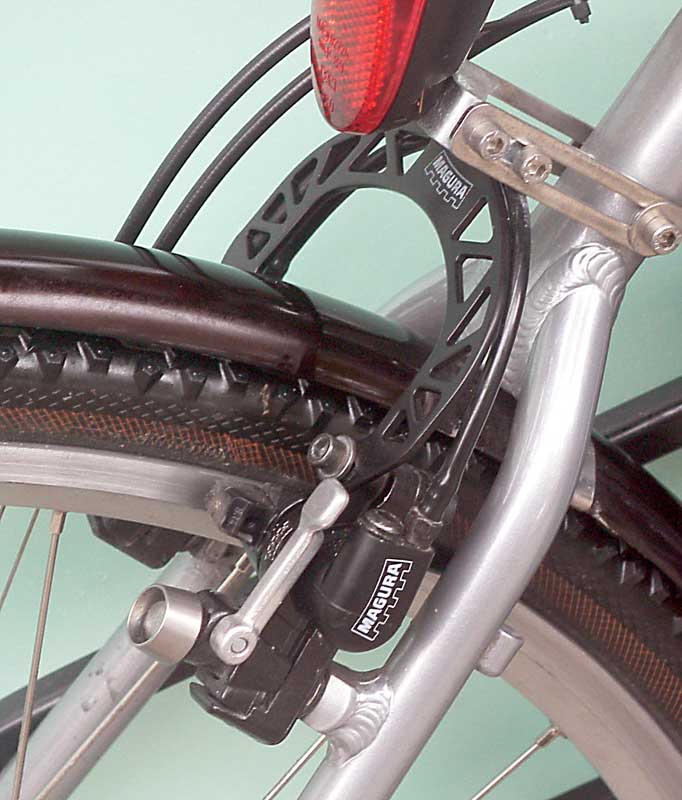
Hamulec hydrauliczny

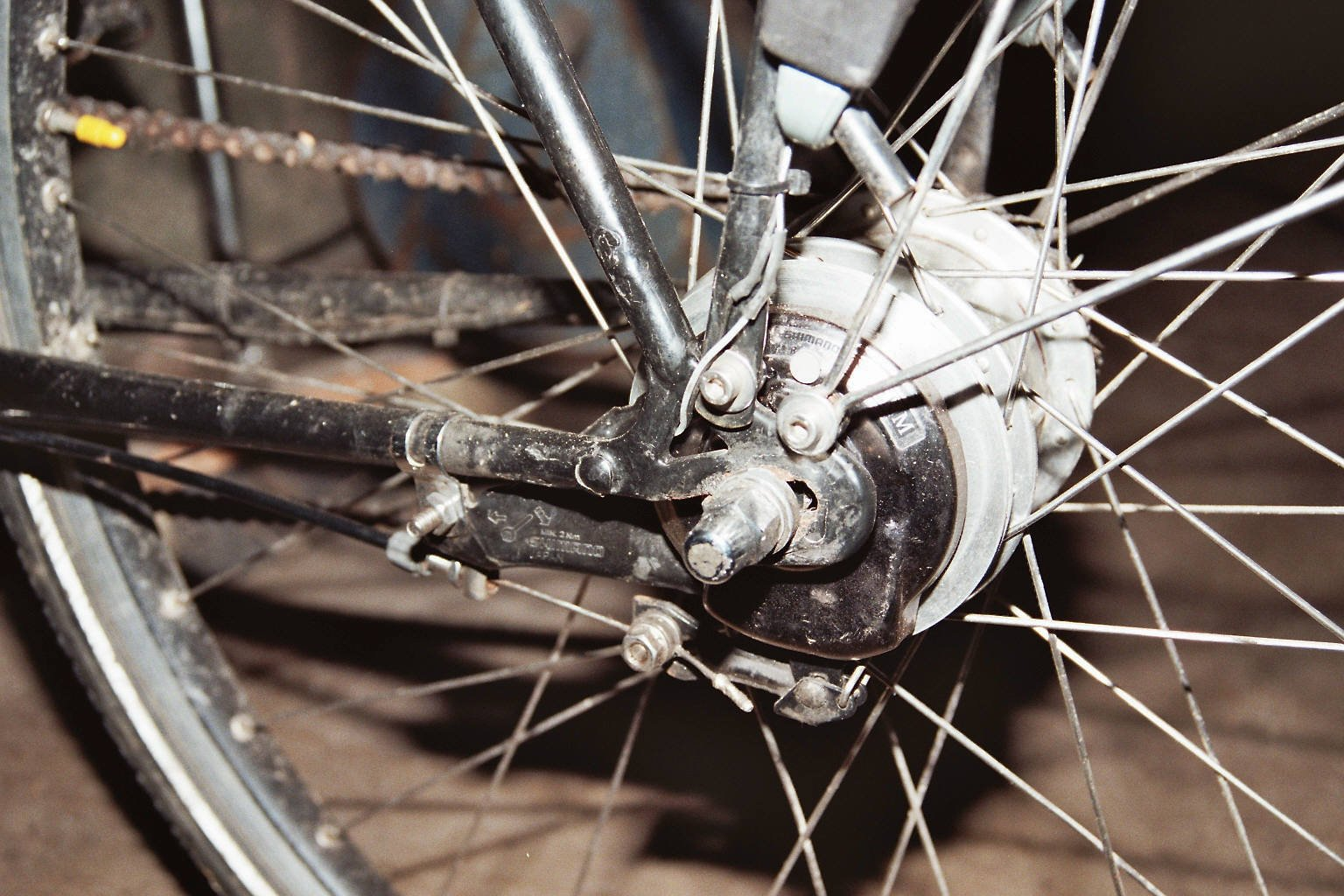
Hamulec rolkowy

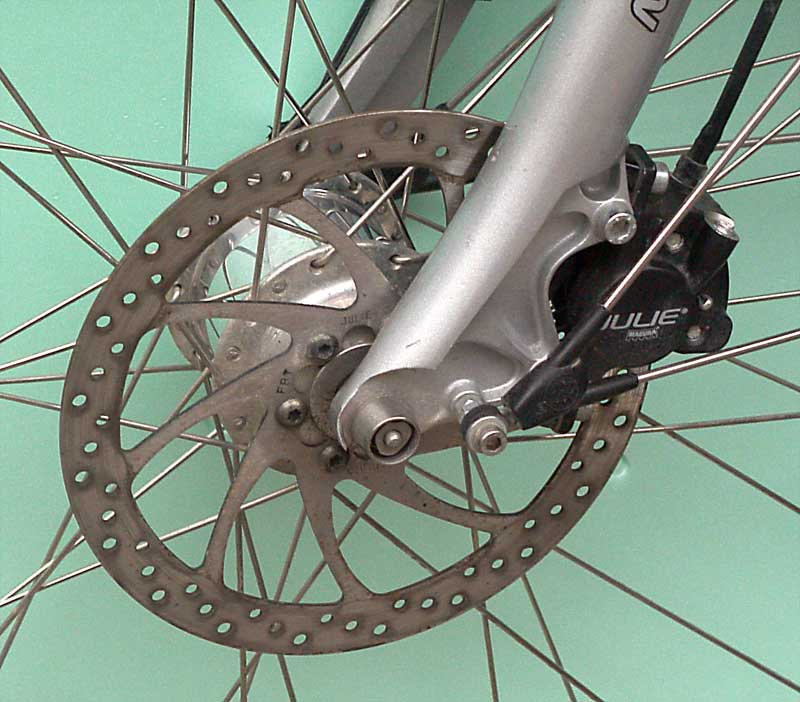
Hydrauliczny hamulec tarczowy

Układ hamulcowy roweru – części roweru, które umożliwiają jego zatrzymanie lub zwolnienie.

## Typy i konstrukcje układów hamulcowych
W rowerach stosuje się wyłącznie hamulce cierne, stosowane współcześnie rozwiązania różnią się jednak istotnie konstrukcją, stopniem komplikacji i niezawodności oraz skutecznością. Wyróżnić wśród nich można:
- układy pedałowe – są to układy (np. torpedo), w których hamowanie odbywa się poprzez zablokowanie pedałów lub kręcenie nimi do tyłu. W tego typu układach elementy hamulców i napędu są częściowo wspólne, a hamowanie jest realizowane poprzez konstrukcję układu napędowego
- mechaniczne układy ręczne – jest to najczęściej spotykany układ hamulcowy we współczesnych rowerach. Składa się on z klamek, których pociąganie powoduje ruch stalowych linek, które uruchamiają odpowiednie urządzenia powodujące blokowanie ruchu kół. Konstrukcja klamek w takich układach, jakkolwiek różna w niektórych szczegółach, jest w zasadzie zawsze jednakowa, natomiast elementy blokujące koła mogą mieć różną postać. Mogą to być:
  - szczęki – posiadające okładziny zaciskające się na części ciernej przystosowanej do tego typu hamulców obręczy.
  - tarcze – przymocowane do piasty, zaciskają się na nich okładziny.
  - bębny hamulcowe – będące integralną częścią piast i działające poprzez dociskanie okładzin ciernych do wnętrza bębna
  - W najstarszych typach rowerów z mechanicznym układem ręcznym spotykany bywał cierny hamulec klockowy na koło przednie (tzw. hamulec stemplowy), uruchamiany klamką w postaci umocowanej pod kierownicą dźwigni, której podciągnięcie do góry (ściśnięcie do uchwytu kierownicy) powodowało dociśnięcie poprzez sztywny popychacz gumowego klocka do opony przedniego koła.
- hydrauliczne układy ręczne – składające się również z klamek, szczęk, tarcz lub bębnów – ale w których przekazywanie sterowania odbywa się nie za pomocą linek, lecz przewodów hydraulicznych. Zaciskanie się elementów hamujących następuje tu na skutek zmian ciśnienia płynu hamulcowego, następującego w wyniku poruszania dźwignią klamek.

## Zastosowanie różnych układów
Najczęściej występującym typem układów hamulcowych we współczesnych rowerach są szczękowe mechaniczne hamulce ręczne. Są one bardzo niezawodne, łatwe w obsłudze i gwarantują wystarczającą siłę hamowania w większości sytuacji.
Ze względu na konstrukcję szczęk dzieli się je jeszcze na:
- klasyczne - występujące głównie w rowerach miejskich i szosowych. Ramiona tych szczęk mają w nich kształt półkolisty i są umieszczone na jednej centralnie usytuowanej osi.
- cantilever - składają się z dwóch ramion, zawieszonych na dwóch osobnych osiach i mają albo kształt prosty, albo lekko wygięty. Linka w większości tego rodzaju hamulców jest na końcu rozdwojona, dzięki czemu obie szczęki poruszają się w dokładnie tym samym momencie.

Odmianą tego rodzaju szczęk są z kolei:
- hamulce typu V, w których ramiona są bardzo długie i proste, zaś linka jest do nich doprowadzana z jednej strony i się nie rozdwaja. Równomierną pracę obu szczęk zapewnia dodatkowe, ruchome ramię przymocowane do jednego z ramion głównych.

Spośród tych trzech typów hamulców największą siłę hamowania posiadają hamulce typu V, nieco mniejszą zwykłe hamulce cantilever, a najmniejszą hamulce klasyczne. We wszystkich tych typach hamowanie odbywa się jednak poprzez zaciskanie się okładzin na bocznej powierzchni obręczy. Powierzchnie te ulegają więc powolnemu ścieraniu się. Po ich zabrudzeniu lub nawet zamoczeniu warunki hamowania zmieniają się drastycznie. W skrajnych warunkach (błoto, śnieg) hamulce te mogą nawet całkowicie przestać działać. Ich sprawność spada także w wypadku skrzywienia (rozcentrowania) obręczy koła.
Hamulce tarczowe nie mają tych wad i dodatkowo zapewniają większą siłę hamowania od hamulców szczękowych, umożliwiają także bardziej precyzyjną jej modulację. Są one jednak bardziej skomplikowane i cięższe. Dużą zaletą hamulców tarczowych jest ich niezawodna praca niezależnie od warunków pogodowych i stanu obręczy koła. Konstrukcja i materiał, z którego są wykonane tarcze, muszą umożliwiać szybkie odprowadzanie ciepła. Wzmocnieniu musi też ulec konstrukcja piasty, do której mocuje się tarcze. Wszystko to powoduje, że hamulce tarczowe są znacznie bardziej kosztowne od szczękowych. Ze względu na cenę nie są one stosowane w rowerach miejskich. Są one jednak używane coraz powszechniej w rowerach górskich. W rowerach górskich przeznaczonych do zjazdu stanowią już obecnie właściwie normę. W rowerach szosowych stosuje się obecnie hamulce tarczowe wykonane z bardzo lekkich metali, tak aby hamulec nie stanowił zbyt wielkiego obciążenia. Od 1 lipca 2018 UCI dopuściła stosowanie hamulców tarczowych z zaleceniem zaokrąglenia ich rantów.
Hamulce bębnowe zapewniają mniejszą siłę hamowania od układów tarczowych i porównywalną do hamulców szczękowych. Cechują się dużą odpornością na zewnętrzne warunki atmosferyczne, przewyższając hamulce tarczowe i szczękowe. Interwały międzyserwisowe są około 3 - 3,5 raza dłuższe. Są one stosowane głównie w rowerach miejskich, ze względu na cenę ich obecna popularność spada. Na korzyść tańszych w zakupie, a zarazem droższych w serwisowaniu, układów tarczowych.
Hamulce hydrauliczne dobrej klasy zapewniają znacznie lepszą pracę w porównaniu do hamulców mechanicznych, są one jednak kosztowniejsze i znacznie trudniejsze w serwisowaniu, często wymagając specjalistycznych zestawów serwisowych. Są również mniej odporne na błędy w użytkowaniu. Mimo to cieszą się one rosnącą popularnością, szczególnie w rowerach górskich przeznaczonych do zjazdu.